# Annual Review of Genomics and Human Genetics
Annual Review of Genomics and Human Genetics è una rivista scientifica sottoposta a revisione paritaria, fondata nel 2000 e pubblicata dall'Annual Reviews. Consiste in un volume annuale di articoli di revisione relativi ai campi della genomica e della genetica umana.
Aravinda Chakravarti ed Eric D. Green sono i co-redattori della rivista dal 2005.
A partire dal 2021, Annual Review of Genomics and Human Genetics è pubblicata in modalità di accesso aperto, secondo il modello editoriale del Subscribe to Open. Secondo il Journal Citation Reports, la rivista ha ricevuto un fattore di impatto per il 2023 pari a 7,7, posizionandosi al tredicesimo posto fra 191 titoli di riviste presenti nella categoria "Genetica ed ereditarietà".

## Storia
Il primo volume dell'Annual Review of Genomics and Human Genetics è uscito in stampa nel 2000. L'Annual Reviews aveva deciso che le riviste esistenti Annual Review of Medicine e Annual Review of Genetics avrebbero spostato la loro copertura dalla genetica biochimica all'interpretazione molecolare; la nuova rivista avrebbe dovuto concentrarsi sull'intersezione tra genetica e medicina.
Un altro impulso alla creazione della rivista fu l'allora Human Genome Project per la mappatura del genoma umano.
Il caporedattore e fondatore fu Eric Lander, che mantenne il ruolo fino al 2004. Sebbene inizialmente fosse pubblicata in edizione a stampa, in seguito è divenuta disponibile solo in formato elettronico.

## Perimetro editoriale
L'Annual Review of Genomics and Human Genetics identifica il suo perimetro editoraile con la copertura degli sviluppi significativi della genomica che sono rilevanti per la genetica umana e il genoma umano. Le sotto-discipline incluse sono: disturbi genetici umani, medicina personalizzata, variazione genetica umana, struttura e funzione dei genomi, ingegneria genetica ed evoluzione umana.

## Indicizzazione
Gli abstract e gli articoli sono indicizzati da: Scopus, Science Citation Index Expanded, MEDLINE, EMBASE, Chemical Abstracts Core e Academic Search, tra gli altri.

## Processo editoriale
Al vertice dell'Annual Review of Ecology, Evolution and Systematics stanno il redattore o alcuni co-redattori. Il redattore è assistito dal comitato editoriale, che comprende i redattori associati, i membri regolari e, occasionalmente, dei redattori ospiti.
I membri ospiti partecipano su invito del direttore e hanno un mandato di un anno. Tutti gli altri membri del comitato editoriale sono nominati dal consiglio di amministrazione di Annual Reviews e hanno un mandato di cinque anni. Il comitato editoriale determina quali argomenti devono essere inclusi in ogni volume e sollecita revisioni da parte di autori qualificati. La revisione paritaria degli articoli accettati è effettuata dal comitato editoriale.

### Redattori dei volumi
Le date indicano gli anni di pubblicazione in cui qualcuno è stato accreditato come caporedattore o co-redattore di un volume di una rivista. Il processo di pianificazione di un volume inizia molto prima della sua pubblicazione. Un redattore poteva comunque essere presentato come caporedattore di un volume che aveva contribuito a pianificare, anche se era andato in pensione o deceduto prima della sua pubblicazione.
- Eric Lander (2000–2004)
- Aravinda Chakravarti and Eric D. Green (2005–present)[11]

### Comitato editoriale
Al 2025, il comitato editoriale, oltreché dai redattori, è composto dai seguenti membri:
- Christian Happi
- Julie Makani
- Andrew S. McCallion
- Karen H. Miga
- Arnold Munnich
- Pilar N. Ossorio
- Bing Ren
- Susan A. Slaugenhaupt
- Sarah A. Teichmann